# SV Arnoldstein
Der Sportverein Arnoldstein, kurz SV Arnoldstein, ist ein Fußballverein aus der Kärntner Marktgemeinde Arnoldstein. Der Verein gehört dem Kärntner Fußballverband (KFV) an und spielt seit der Saison 2022/23 in der 1. Klasse B, der sechsthöchsten Spielklasse.

## Geschichte
Der 1968 gegründete SV Arnoldstein geht auf den 1932 gegründeten gleichnamigen Verein zurück. Arnoldstein stieg 1974 erstmals in die Kärntner Landesliga, die höchste Spielklasse des Bundeslandes, auf. In der Saison 1976/77 spielte der Verein erstmals im ÖFB-Cup. In der ersten Runde traf man auf den besten Verein Kärntens, den Zweitligisten SK Austria Klagenfurt, gegen den man 2:0 verlor.
1981 stieg Arnoldstein wieder aus der Landesliga ab, in die man bis heute nie wieder aufstieg. Zwischenzeitlich ging es für Arnoldstein sogar bis in die sechstklassige 1. Klasse, zwei Mal stieg man wieder in die fünftklassige (früher viertklassige) Unterliga auf, 1990/91 und 2002/03. In der Unterliga hielt man sich aber wieder nicht lange. In der Saison 2006/07 erreichte der Klub den siebten Rang in der 1. Klasse. In der Saison 2007/08 wurde man Zehnter. In der Spielzeit 2008/09 folgte der Vizemeistertitel in der 1. Klasse B, auf Meister ESV Admira Villach fehlten acht Punkte. Dennoch reichte der zweite Rang für einen Aufstieg in die fünfthöchste Spielklasse.
Wieder in der Unterliga angekommen, wurde man in der Saison 2009/10 Zehnter, in der Spielzeit 2010/11 folgte ein elfter Platz. In der Saison 2011/12 belegte man Rang 14, wodurch man nach drei Spielzeiten wieder in die 1. Klasse abstieg. Nach dem Wiederabstieg lief es 2012/13 in der sechsten Liga nicht Rund und Arnoldstein wurde nur Zehnter. 2013/14 lief es allerdings noch schlimmer, man gewann nur zwei Saisonspiele und wurde abgeschlagen Tabellenletzter. Dadurch folgte der Gang in die 2. Klasse, die niedrigste Spielklasse Kärntens. In der ersten Spielzeit in der 2. Klasse B landete man auch im unteren Tabellendrittel, man wurde Achter von zehn Vereinen. In der Saison 2015/16 wurde Arnoldstein, nun nicht mehr in der Gruppe B, sondern C eingeteilt, Dritter, wie auch 2016/17. In der Saison 2017/18 wurde der Verein mit sechs Punkten Rückstand auf den Villacher SV Vizemeister und war somit für die Relegation um den Aufstieg qualifiziert. In dieser traf man auf den Vizemeister der Gruppe E, SV Haimburg. Haimburg gewann das Hinspiel daheim mit 4:2, Arnoldstein siegte aber im Rückspiel mit 6:1, wodurch man nach vier Jahren wieder zurück in der 1. Klasse war.
In der ersten Saison nach der Rückkehr belegte man zu Saisonende Platz 14, wodurch man in der Relegation um den Klassenerhalt spielen musste. Man traf hierbei auf den SV Oberglan, gegen den man zuhause im Hinspiel 2:2 spielte, aber im Rückspiel 5:2 unterlag. Somit stieg Arnoldstein am Ende der Saison 2018/19 direkt wieder in die 2. Klasse ab. Die Saison 2019/20 wurde nach der Winterpause aufgrund der COVID-19-Pandemie abgebrochen, der Verein belegte zu jenem Zeitpunkt den zweiten Rang. In der Saison 2021/22 konnte Arnoldstein Meister der Gruppe B werden und somit nach drei Jahren wieder in die 1. Klasse aufsteigen.